# Stjärnmossväxter
Stjärnmossväxter (Mniaceae) är en familj av bladmossor som ingår i ordningen Bryales. Enligt Catalogue of Life omfattar familjen Mniaceae 82 arter. 
Släkten enligt Catalogue of Life och Dyntaxa:
- uddmossor (Cinclidium)
- trollmossor
- Leucolepis
- stjärnmossor
- Orthomnion
- praktmossor
- Pseudobryum
- rundmossor
- Trachycystis

## Bildgalleri

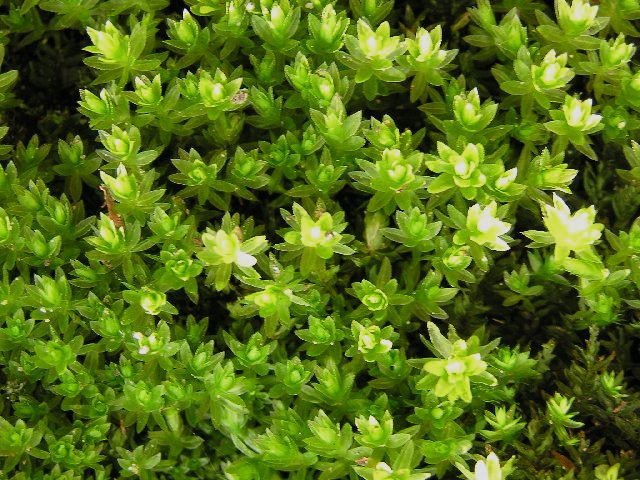